# Komposant

Illustration av tangential- och normalkomponent till en yta av en vektor.

Komposant är inom matematik en av de vektorer som adderat bildar en resultatvektor (resultant). Det är vanligt att dela upp en vektorer i en ortogonal och en parallell komposant, även kallat normal- respektive tangentialkomposant.
Man kan dela upp en vektor i ett godtyckligt antal komposanter.